# Tito Okello (football)
Ne doit pas être confondu avec l’homme politique Tito Okello.
Tito Okello, né le 7 janvier 1996 à Gulu en Ouganda, est un footballeur international sud-soudanais. Il joue au poste d'avant-centre au Abelashhar SC en Libye.

## Biographie

### En club
Tito Okello commence le football en Ouganda, au Villa SC, en 2011. Il rejoint le Bul FC un an plus tard. 
En 2014, il rejoint le club tanzanien de l'African Lyon. Après avoir obtenu une promotion en première division, il quitte le club en novembre 2016 pour rejoindre le Mbeya City FC.
En 2017, il retourne en Ouganda et rejoint le Kampala CCA. Il quitte le club pour rejoindre le Benfica Macau. En 2018, il s'engage en faveur du Vipers SC, avec qui il est sacré champion en 2020.
En 2020, il rejoint le club kényan du Gor Mahia FC.

### En sélection
Okello fait ses débuts en équipe du Soudan du Sud le 10 octobre 2020 en match amical face à une sélection B du Cameroun. Au cours de ce match, il voit une de ses tentatives repoussées par le poteau puis manque un penalty.
Le 16 novembre 2020, il inscrit son premier but en sélection face à l'Ouganda, dans le cadre des qualifications à la CAN 2021.
Le 23 mars 2022, Okello inscrit un doublé contre Djibouti en qualifications à la CAN 2023. 

### Famille
Tito Okello est un Acholi originaire de Gulu. Il est élevé au sein d'une famille de deux frères.

## Palmarès
- Kampala CCA
  - Vainqueur de la Coupe d'Ouganda en 2018

- Benfica Macau
  - Champion de Macao en 2018

- Vipers SC
  - Champion d'Ouganda en 2020

- Gor Mahia FC
  - Vainqueur de la Coupe du Kenya en 2021